# 尼格羅河乳項鰭鯰
尼格羅河乳項鰭鯰，為輻鰭魚綱鯰形目項鰭鯰科的其中一種，為熱帶淡水魚類，分布於南美洲奧里諾科河、黑河流域，體長可達2.2公分，棲息在底層水域，生活習性不明。